# Інфекційні хвороби з багатьма механізмами передачі
Інфекційні хвороби з багатьма механізмами передачі — група інфекційних хвороб, що передаються багатьма або всіма механізмами передачі інфекції. 
Під механізмом передачі розуміють епідеміологічний термін, який означає закономірно сформований у процесі еволюції спосіб переміщення збудника від джерела інфекції до сприйнятливого організму людини або тварини. Відповідно до механізму передачі інфекції і місця первинної локалізації збудника в макроорганізмі усі інфекційні хвороби  розділені на 4 класичні групи:
- кишкові, механізм передачі фекально-оральний, фактори передачі вода, їжа, побутові предмети та контакти; місце первинної локалізації збудників в організмі — шлунково-кишкова система.
- кров'яні, механізм передачі трансмісивний, через укуси комах, місце первинної локалізації збудників в організмі кров'яні клітинні елементи або ендотелій кровоносних судин.
- інфекції дихальних шляхів, механізм передачі повітряно-крапельний, шляхи передачі через вдихання часточок слини, секрету з носа, харкотиння, пилу тощо; місце первинної локалізації різні відділи дихальної системи.
- інфекції зовнішніх покривів, механізм передачі контактний, через пошкоджену шкіру або слизові оболонки. Сюди також відносять інфекційні хвороби, що передаються статевим шляхом, який є часткою контактного механізму (венеричні хвороби, хвороби, що передаються статевим шляхом).

Однак наразі є зрозумілим. що деякі хвороби можуть практично однаково передаватися різними механізмами передачі інфекції. Дійсно, локалізація збудника в організмі може бути множинною. Для зоонозних інфекцій характерно кілька механізмів передачі, причому визначити головний з них часом буває дуже складно. Класичною такою хворобою є чума, яка здатна передаватися людям трансмісивним (через укус основного переносника блохи), контактним (під час зняття шкіри з гризунів із коштовним хутром), повітряно-крапельним (від хворої на легеневу чуму людини) та фекально-оральним (через термічно погано оброблене м'ясо деяких гризунів) механізмами передачі. Так само багато механізмів реалізують сталу передачу інфекції при туляремії, сибірці, Ку-гарячці, багатьох герпесвірусних інфекціях. 
Деякі інфекційні хвороби здатні в надзвичайних умовах передаватися іншим ніж зазвичай механізмом передачі інфекції, але це є не сталою, а казуїстичною ситуацією, тому такі захворювання до групи інфекційних хвороби з багатьма механізмами передачі не відносяться. Так гепатит А звичайно передається фекально-оральним механізмом, але зрідка можлива інша передача гемоконтактно. Коли пацієнт знаходиться наприкінці інкубаційному періоді гепатиту A, але не має ще клінічних проявів, він може випадково стати донором крові й передати вірус при переливанні іншій людині, тому що збудник хвороби тоді вже може циркулювати в крові, хоча гепатит ще не розвинувся. Також малярія зазвичай передається трансмісивним механізмом, але в деяких неприродних ситуаціях може передаватися безпосередньо від донора з невиявленою малярією при переливанні еритроцитарної маси до реципієнта (гемоконтактний механізм), або від хворої матері до народжуваної дитини (вертикальний механізм передачі інфекції). Також звичайна набута краснуха передається повітряно-крапельним механізмом, але від хворої вагітної може передатися вертикально плоду, через що майбутня дитина отримує вроджену краснуху, з якою народжується.    